# Socket AM3+
Socket AM3+ (socket 942) — модификация сокета Socket AM3, разработанная для процессоров с кодовым именем «Zambezi» (микроархитектура — Bulldozer).
На некоторых материнских платах с сокетом AM3 имеется возможность обновить BIOS и использовать процессоры под сокет AM3+; но, при использовании процессоров AM3+ на материнских платах с AM3, возможно, не удастся получить данные с датчика температуры на процессоре. Также, может не работать режим энергосбережения из-за отсутствия поддержки быстрого переключения напряжения ядра в Socket AM3.
Сокет AM3+ на материнских платах — чёрного цвета, в то время, как AM3 — белого цвета; также его можно узнать по маркировке «AM3b».
Диаметр отверстий под выводы процессоров на Socket AM3+ превышает диаметр отверстий под выводы процессоров с Socket AM3 — 0,51 мм против прежних 0,45 мм.

## Чипсеты
Первые чипсеты от AMD под архитектуру Bulldozer появились во II квартале 2011 года. В новых чипсетах, в частности, имеется блок управления памятью для операций ввода-вывода (IOMMU), поддержка до 14 портов USB 2.0, шести SATA 3.0.
Были представлены три чипсета без встроенной графики: AMD 970 (TDP — 13,6 Вт), AMD 990X (14 Вт) и AMD 990FX (19,6 Вт). 
Старший из чипсетов, AMD 990FX, поддерживает CrossFireX в режиме двух или четырёх слотов PCI Express x16. 
AMD 970 не имеет поддержки CrossFireX, но существует одна материнская плата, CrossFire/SLI на которой реализован по формуле х8+х8 и ещё есть дополнительные линии (х8+х8+х4), — это ASRock 970 Extreme4. 
AMD 990X поддерживает эту технологию, но только в режиме двух PCI Express x8. 
Оба чипсета поддерживают до шести слотов PCI Express x1.
Чипсет со встроенной графикой AMD 980G отменён, из-за возможной конкуренции с AMD Fusion.